# جوزف جانسون (بازیکن فوتبال، زاده فللینگ)
جوزف جانسون (انگلیسی: Joseph Johnson؛ زادهٔ) بازیکن فوتبال است.
از باشگاه‌هایی که در آن بازی کرده‌است می‌توان به باشگاه فوتبال ساندرلند اشاره کرد.